# Villa les Tourelles
La villa les Tourelles, bâtie en 1898, est située 5 avenue de l'Île-Madame à Port-des-Barques, en France. 

## Historique
Le bâtiment est inscrit au titre des monuments historiques par arrêté du 11 décembre 1992.